# Гринландия

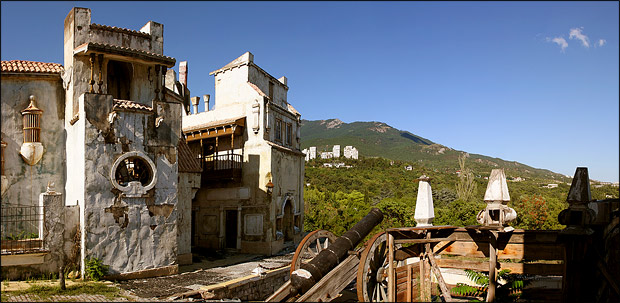
Ялтинская киностудия. Натурная площадка к фильму "Бегущая по волнам"

Гринла́ндия — вымышленная страна из произведений Александра Грина. Сам Грин это слово не использовал, авторство его принадлежит советскому критику и литературоведу Корнелию Зелинскому.

## Описание
Первое произведение о Гринландии появилось в 1909 году, когда был напечатан рассказ «Остров Рено», действие которого происходило на вымышленном острове где-то в южных морях. В последующих произведениях описываются другие географические пункты.
Гринландия — полуостров, почти все города которого являются морскими портами. Судя по рассказу «Серый автомобиль» страна является монархией, так как главный герой собирается жаловаться королевскому прокурору. В произведениях упоминаются рубли и доллары, система мер используется как американская так и российская имперская. Расположение страны неопределённо, а отдельные разрозненные сведения, содержащиеся в книгах, нередко противоречат друг другу. Так, например, в романе «Золотая цепь» упоминается охватившая полуостров эпидемия жёлтой лихорадки, что возможно лишь в тропических странах, при этом говорится о растущем на мысе Гардена дубе — растении умеренных широт северного полушария. Тем не менее, энтузиастами предпринимаются попытки установить наиболее вероятное расположение Гринландии; так, Ю. Царькова в своей работе высказывает предположение, что «полуостров, на котором размещается страна Грина, расположен где-то по южной морской границе Китая».
Главные герои цикла — моряки, путешественники, охотники, искатели приключений. Встречаются персонажи со сверхъестественными способностями, например, главный герой романа «Блистающий мир» Друд умеет летать, а героиня романа «Бегущая по волнам» Фрэзи Грант — ходить по воде. Одной из важных особенностей цикла являются необычные, «квази-иностранные» имена персонажей: Тарт («Остров Рено»), Ассоль (повесть «Алые паруса»), Санди Пруэль («Золотая цепь») и названия населённых пунктов: Лисс, Сан-Фуэго, Зурбаган и т. п.
Технологии вымышленного мира находятся, в целом, примерно на уровне, современном Грину, то есть началу XX века: здесь можно встретить автомобили, телеграф, пароходы, аэропланы, кинематограф. В рассказе «Корабли в Лиссе» оговаривается, что порт Лисса «посещался и посещается исключительно парусными судами». В романе «Золотая цепь» упоминается изобретение, представляющее собой человеческий манекен, умеющий поддерживать осмысленный разговор.

## Список географических пунктов Гринландии

### Города
- Аламбо — в рассказах:
  - «Серый автомобиль» (1925),
  - «Личный приём» (1926).
- Ахуан-Скап — в рассказах:
  - «Корабли в Лиссе» (1921),
  - «Ива» (1923),
  - «Отравленный остров» (1916),
  - «Чужая вина» (1926),
  - и романе «Золотая цепь» (1925).
- Вард — в рассказах:
  - «Сто вёрст по реке» (1912),
  - «Капитан Дюк» (1915),
  - «Весёлый попутчик» (1924).
- Гель-Гью — в:
  - рассказе «Легенда о Фергюсоне» (1927),
  - романе «Бегущая по волнам» (1923).
- Гертон — в:
  - рассказе «Ветка омелы» (1929),
  - рассказе «Вор в лесу» (1929),
  - романе «Дорога никуда» (1930).
- Дагон — в романе «Бегущая по волнам».
- Доччер — в рассказе «Легенда о Фергюсоне».
- Зурбаган — наиболее частое место действия среди всех городов Гринландии, встречается в рассказах и романах:
  - «Лужа Бородатой Свиньи» (1912),
  - «Зурбаганский стрелок» (1913),
  - «Сладкий яд города» (1913),
  - «Редкий фотографический аппарат» (1914),
  - «Возвращённый ад» (1915),
  - «Капитан Дюк»,
  - «Охота на хулигана» (1915),
  - «Убийство в рыбной лавке» (1915),
  - «Львиный удар» (1916),
  - «Сто вёрст по реке» (1916),
  - «Огонь и вода» (1916),
  - «Пьер и Суринэ» (1916),
  - «Вокруг света» (1916),
  - «Создание Аспера» (1917),
  - «Чужая вина» (1926),
  - «Фанданго» (1927),
  - «Встречи и приключения» (1960),
  - роман «Бегущая по волнам»,
  - роман «Золотая цепь».
- Кассет — в рассказе «Возвращённый ад» и феерии «Алые паруса».
- Кордон-Брюн — в рассказе «Сердце пустыни» (1923).
- Коменвиль — в рассказе «Новогодний праздник отца и маленькой дочери» (1922).
- Коломаха — в рассказе «Нянька Гленау» (1926).
- Конкаиб — в рассказе «Чужая вина».
- Кэз — в рассказе «Весёлый попутчик».
- Леге — в романе «Бегущая по волнам».
- Лилиана — в рассказах:
  - «Возвращённый ад»,
  - «Искатель приключений» (1915).
- Лисс — в рассказах и романах:
  - «Состязание в Лиссе»,
  - «Корабли в Лиссе» (1922),
  - «Пари» (1933),
  - «Встречи и приключения»,
  - роман «Дорога никуда»,
  - роман «Блистающий мир» (1923),
  - роман «Золотая цепь».
  - роман «Алые паруса»,
  - роман «Бегущая по волнам»,
- Мизоген — в рассказе «Враги» (1927).
- Ножан — в рассказе «Путешественник Уы-Фью-Эой» (1923).
- Покет — в рассказах и романах:
  - «Нянька Гленау» (1926),
  - «Два обещания» (1927),
  - «Легенда о Фергюсоне»,
  - «Вор в лесу»,
  - «Бархатная портьера» (1933),
  - «Встречи и приключения»,
  - роман «Бегущая по волнам».
  - роман «Джесси и Моргиана» (1929),
  - роман «Дорога никуда».
- Порт-Энн — в рассказе «Лесная драма» (1930).
- Прест — в рассказе «Возвращение» (1917).
- Сан-Риоль — в рассказах и романах:
  - «Дьявол Оранжевых Вод»,
  - «Ива»,
  - «Встречи и приключения»,
  - роман «Блистающий мир»,
  - роман «Бегущая по волнам»,
  - роман «Золотая цепь».
- Сан-Фуэго — в романе «Дорога никуда».
- Тахенбак — в:
  - рассказе «Ветка омелы»,
  - романе «Дорога никуда».
- Тух — в рассказе «Встречи и приключения».
- Херам — в рассказе «Возвращённый ад».
- Эльт - в романе "Блистающий мир".
- Южный Порт — в рассказе «Синий каскад Теллури» (1912).

### Селения, колонии
- Голубых Братьев община — в рассказе «Капитан Дюк».
- Гарнаш — в рассказе «Остров Рено».
- Каперна — в повести «Алые паруса»
- Кантервиль (колония) — в рассказе «Позорный столб» (1911).
- Ланфиер (колония) — в рассказе «Колония Ланфиер» (1910).
- Лим — в рассказе «Легенда о Фергюсоне».
- Порт-Мель — в рассказе «Дьявол Оранжевых Вод» (1913).
- Сигнальный Пустырь — в романе «Золотая цепь».

### Острова
- Архипелаг — в рассказах «Жизнь Гнора» (1912), «Истребитель» (1919).
- Рено — в рассказе «Остров Рено» (1909).
- Фарфонт — в рассказе «Отравленный остров»; расположен «в южной части Тихого океана».
- Фассидениар (группа островов) — в рассказе «Птица Кам-Бу» (1915); «затеряна к северо-востоку от Новой Гвинеи».

### Проливы
- Кассет (пролив) — в рассказе «Капитан Дюк» (1915).
- Пролив Бурь — в одноимённом рассказе (1909).

### Реки
- Адара — в рассказах «Сладкий яд города», «Дьявол Оранжевых Вод», «Ива».
- Ам — в рассказе «Вор в лесу».
- Асценда — в рассказе «Четырнадцать футов» (1925).
- Лилиана — в повести «Алые паруса».
- Руанта — в рассказе «Чужая вина».

### Горы, плоскогорья
- Святого Терентия плато — в рассказе «Лесная драма».
- Солнечные горы — в рассказе «Четырнадцать футов».
- Суан (плоскогорье) — в рассказе «Трагедия плоскогорья Суан» (1912).
- Таулокская гора — в рассказе «Легенда о Фергюсоне».

### Дороги
- Сан-Риольская дорога — в рассказе «Весёлый попутчик».
- Синнигамская железная дорога — в рассказе «Дьявол Оранжевых Вод».

### Улицы
- Улица Пса — в рассказе «Происшествие в улице Пса».
- Улица Петуха — в рассказе «Остров Рено».

### Другие объекты
- Альпетри (водопад) — в рассказе «Сердце пустыни».
- Болотистый Брод — в рассказе «Легенда о Фергюсоне».
- Вула (скала) — в рассказе «Создание Аспера».
- Гардена мыс — в рассказе «Встречи и приключения», романе «Золотая цепь».
- Гош (озеро) — в рассказе «Возвращённый ад».
- Железный Клин — в рассказе «Огонь и вода».
- Западной пирамиды рудники — в рассказе «Редкий фотографический аппарат».
- Кунст-Фиш (предместье) — в рассказе «Убийство в Кунст-Фише» (1923).
- «Ленивая Мать» (статуя) — в рассказе «Редкий фотографический аппарат».
- Потонувшей Земли округ — в рассказе «Ива».
- Теллури (источник) — в рассказе «Синий каскад Теллури»; расположен «миль за сто от Южного Порта».
- «Циклоп» (форт) — в рассказе «Эпизод при взятии форта „Циклоп“» (1914).
- Энгры долина — в рассказе «Создание Аспера».

## Исследования
Хотя Александр Грин достаточно подробно описал свой вымышленный мир, он не дал ему никакого названия. В 1934 году, уже после смерти Грина выходит сборник его рассказов под названием «Фантастические новеллы». В предисловии к нему К. Зелинский впервые использует слово «Гринландия». Термин стал устойчивым, он активно используется литературоведами и по сегодняшний день. Часто сходятся в мнении что свою вымышленную страну Грин создал вдохновляясь природой и городами Крыма где прожил много лет. То что писатель не стал помещать героев своих рассказов в реальный мир может быть вызвано традицией бытовавшей в литературной среде: чтобы не проводить параллели с реальностью которые могут не понравится многим или быть воспринятыми как скрытая сатира, героев часто помещают в вымышленные города и населенные пункты похожие на реальные, как например популярный в русской литературе Город N.

### Писатели и литературоведы о Гринландии
«Гринландия — некий синтетический мир прошлого».
«Гринландия — это художественная реальность, наделённая „онтологическим“ бытием, специфический гриновский „миф о мире“… Гринландия — это мироздание, созданное по аналогии с мифопоэтическими построениями XX века, — как целостная, организованная в соответствии с определенными философскими, идейными, эстетическими принципами писателя вселенная, у которой есть свои пространственно-временные параметры, свои законы развития, свои идеи, герои, сюжеты и коллизии. Гринландия — это предельно обобщающий, романтически-условный миф XX века, имеющий символическую природу».
«„Гринландия“ — это понятие художественно-географическое и художественно-топографическое. Это — художественное пространство (по необходимости замкнутое), где осуществляются сюжеты произведений Грина».
«Гринландия — это и не пародия, и не утопия, и не сатира, и не космополитический рай, и не какая-то новая реальность. <…> Гринландия — это Гринландия, и к этой формуле добавить нечего».

## Карта Гринландии
В литературно-мемориальном музее Александра Грина в Феодосии находится рельефное панно, изображающее карту Гринландии. Карта была создана художником и скульптором Саввой Бродским, а расстояния между городами рассчитаны по произведениям Грина одним из создателей музея Геннадием Золотухиным.
С 1984 г. в селе Башарово близ Кирова проводится фестиваль авторской песни «Гринландия» в честь А. С. Грина.